# Petr Vaněk
Petr Vaněk (* 8. května 1979 Nové Město na Moravě) je český divadelní, filmový a seriálový herec a moderátor různých akcí. Je obsazován ve filmu převážně do rolí židovských představitelů. Jelikož ovládá angličtinu, je obsazován v koprodukčních a cizojazyčných filmech. Absolvoval DAMU v oboru herectví alternativního a loutkového divadla. V roce 2004 účinkoval ve znělce Mezinárodního filmového festivalu Karlovy Vary.

## Filmografie

### Filmy
- Nosnost pro 2 osoby (2001) – gangster
- Horem pádem (2004) – feťák v klokance
- Zamilovaný kněz (2005) – Angelo
- Experiment (2005) – recepční Luděk
- Sklapni a zastřel mě (org. Shut up and shoot me!) (2005) – recepční
- Blízko nebe (2005) – Ernest
- Poslední prázdniny (org. Last holiday) (2006) – hotelový týpek Felipe
- Poslední vlak (2007) – žid Manny Gerber
- Tobruk (2008) – Jan Lieberman
- Hodinu nevíš... (2008) – řidič sanity
- We Shoot with Love (2009) – hrdina Roman Valent (malá role)
- Ženy v pokušení (2010) – Tony
- Kandidáti (2010) – sponzor strany
- Aussig (2010) – řidič
- Čerešňový chlapec (2010) – kameraman Petr
- Písně kosmické (2011) – Adam
- Ponurá neděle (2011) – skladatel Rezso Seress
- Námořník (2011) – portýr
- Pomocná ruka (2011) – Ježíš
- Cartoonoia (2012)
- Colette (2013) – Stein
- Poslední cyklista (2014) – židovský příbuzný z Vídně
- Child 44 (Dítě číslo 44) (2014) – Fyodor
- Wilsonov (2015)
- Doktor Martin (2015, TV seriál)
- Bezva ženská na krku (2016)
- Bio Buddy (2016)
- Marie Terezie (2017)
- Všechno nebo nic (2017)
- Zádušní oběť (2017
- Toman (2018)
- Šťastný nový rok (2019)
- Nabarvené ptáče (2019) – otec
- Štěstí je krásná věc (2020)
- O léčivé vodě (2020)
- Šťastný nový rok 2: Dobro došli (2021)
- Spící město (2021)
- Přání Ježíškovi (2021)
- Jako letní sníh (2021)
- Srdce na dlani (2022) – otec
- Čierne na bielom koni (2022)
- Terezín (2022)

### TV seriály, minisérie a cykly
- Rodinná pouta I. (2004) – David – přítel Evy
- 3 plus 1 s Miroslavem Donutilem – povídka Celebrita (2006) – Olin Šulaj (epizodní role)
- Ordinace v růžové zahradě (2008) – italský kuchař Vitto Tolleni
- Vyprávěj (2009) – Klářin milenec
- Život je ples (2011) – zahradník Jakub Šámal (epizodní role)
- Borgia I. (2011) – Miguel de Corella
- Borgia II. (2012) – Miguel de Corella
- Reportéři a ti druzí (2013) – Tomi
- U6 – Úžasný svět vědy a techniky (2014) – Pan Továrník
- "Vinaři II." (2016) – Dě*kař
- Stylista (2018) - Artur
- Tátové na tahu (2018) - Kamil Adámek
- Sestřičky - Modrý kód (2020-21)

## Divadelní role
- Švandovo divadlo: Krakatit – režie Daniel Hrbek
- Vosto5: Pérák. Na jméně nezáleží, rozhodují činy! – režie Jiří Havelka
- Skutr: Muži – režie Adéla Laštovka Stodolová, Malá smrt – režie Adéla Laštovka Stodolová
- Spitfire Company: Unicorn – režie Jiří Jarkowský
- Minor: Hon na Jednorožce
- Hudební divadlo Karlín: Legenda jménem Holmes (role profesora Moriartyho) režie Gabriel Barry